# Mevlüt Çavuşoğlu
Mevlüt Çavuşoğlu (phiên âm tiếng Thổ Nhĩ Kỳ: [mevˌlyt tʃavuʃˌoːɫu] ; sinh ngày 5 tháng 2 năm 1968) là một nhà ngoại giao và chính trị gia Thổ Nhĩ Kỳ, hiện là Bộ trưởng Ngoại giao Thổ Nhĩ Kỳ từ ngày 24 tháng 11 năm 2015.
Trước đó, ông cũng từng giữ vị trí này từ tháng 8 năm 2014 đến tháng 8 năm 2015. Ông cũng là thành viên của Hội nghị Đại quốc dân Thổ Nhĩ Kỳ, với vai trò là đại biểu của tỉnh Antalya. Được bầu lần đầu vào Quốc hội trong cuộc tổng tuyển cử năm 2002, ông là thành viên sáng lập của Đảng Công lý và Phát triển (AKP). Ông là Chủ tịch Quốc hội của Hội đồng Nghị viện của Ủy hội châu Âu từ năm 2010 đến 2012.

## Đầu đời
Ông sinh ra ở Alanya, tỉnh Antalya, Thổ Nhĩ Kỳ. Çavuşoğlu tốt nghiệp khoa Khoa học Chính trị của trường Đại học Ankara năm 1988, nơi ông nghiên cứu về các mối quan hệ quốc tế. Sau đó, ông nhận bằng thạc sĩ kinh tế tại Đại học Long Island ở New York, và đạt học vị tiến sĩ tại Đại học Bilkent ở Ankara tại quê hương. Ông cũng là nghiên cứu sinh Trường Kinh tế London, nơi ông từng là chủ tịch Hiệp hội Thổ Nhĩ Kỳ. Tại đây ông không nhận bằng tiến sĩ.

## Sự nghiệp
Trong khi khoảng thời gian là đại biểu Quốc hội, ông đã chủ trì Ủy ban Di cư, Người tị nạn và Dân số. Trong tháng 11 năm 2009, ông đã gặp Ngoại trưởng Nga Sergey Lavrov trong cuộc họp báo cáo Nạn đói ở Liên xô 1932–1933. Phát biểu tại một cuộc họp báo trước Diễn đàn Ngoại giao Antalya diễn ra từ ngày 18 đến 20 tháng 6 năm 2021, Çavuşoğlu nói rằng, việc thiết lập sự ổn định ở Nam Kavkaz rất quan trọng đối với người dân trong khu vực và cũng sẽ mang lại thịnh vượng chung.

### Hội đồng châu Âu
Çavuşoğlu tham gia vào Hội đồng Nghị viện của Hội đồng châu Âu vào năm 2003 và ngay sau đó được chỉ định là người đứng đầu phái đoàn Thổ Nhĩ Kỳ và phó chủ tịch hội đồng. Trong kỳ họp tháng 1 năm 2010 của Quốc hội, ông được đề cử và bầu vào ngày 25 tháng 1 năm 2010 để thay thế Tổng thống Lluís Maria De Puig của Tây Ban Nha. Trong cuộc cải tổ tháng 10, đây là lý do tại sao ông không nhận thêm trách nhiệm trong chính phủ của Thủ tướng Recep Tayyip Erdoğan. Việc ứng cử của ông cho chức vụ này đã được tất cả các đảng chính của Thổ Nhĩ Kỳ ủng hộ. Ông trở thành chủ tịch chỉ vài tháng trước khi Thổ Nhĩ Kỳ lên nắm quyền chủ tịch Ủy ban các Bộ trưởng của Hội đồng châu Âu (tháng 11 năm 2010) và đồng thời có một Tổng thống Thổ Nhĩ Kỳ của Đại hội đồng châu Âu. Năm 2012, ông được Jean-Claude Mignon của Pháp thành công.

### Cuộc bầu cử địa phương ở Thổ Nhĩ Kỳ 2014
Çavuşoğlu đã bị Hurriyet chỉ trích vì sự can thiệp của ông trong cuộc bầu cử thành phố Antalya diễn ra vào ngày 30 tháng 3 năm 2014. Khi ứng viên đảng đối lập Mustafa Akaydin đứng trước ứng cử viên đảng cầm quyền, ông đã hầu toà cùng với những người ủng hộ ông và gián đoạn quá trình đếm phiếu. Sau khi bị gián đoạn, việc đếm số phiếu đã bị dừng lại. Người ta đã tuyên bố rằng số phiếu không được tính là từ vùng ngoại ô nơi mà đảng đối lập có nhiều người ủng hộ hơn.

## Vụ hạ cảnh Rotterdam năm 2017 gây tranh cãi
Vào ngày 11 tháng 3 năm 2017, Çavuşoğlu bị cấm ở Rotterdam do những nhận xét của ông về cách Hà Lan đối xử với người Thổ Nhĩ Kỳ. Çavuşoğlu đã lên kế hoạch tổ chức một cuộc tụ họp lớn để nói về cuộc trưng cầu hiến pháp hiến pháp Thổ Nhĩ Kỳ năm 2017, trong đó có nhiều phụ nữ gốc Hà Lan có thể bỏ phiếu [14]. Tuy nhiên, sự kiện này được các nhà chức trách Hà Lan coi là không an toàn, và Çavuşoğlu đã bị từ chối, mặc dù là Bộ trưởng Ngoại giao. [14] Trong khi đó, Tổng thống Thổ Nhĩ Kỳ Recep Tayyip Erdoğan gọi Hà Lan là "tàn quân của Đức Quốc xã" và "các phát xít" mà Thủ tướng Hà Lan Mark Rutte đã gọi là "một nhận định điên rồ". Çavuşoğlu theo sau để bảo vệ nhận định của Erdoğan bằng cách nói rằng Hà Lan là "thủ đô của Chủ nghĩa phát xít".